# John Fethers
John Erle Fethers (ur. 4 grudnia 1929 w Melbourne, zm. 30 marca 2010 w Caulfield) – australijski szermierz. Reprezentant kraju podczas Igrzysk Olimpijskich 1952 w Helsinkach. Na igrzyskach uczestniczył we wszystkich męskich turniejach szermierczych. W turniejach indywidualnych florecistów i szpadzistów odpadł w drugiej rundzie, w pozostałych w pierwszej.